# AM (album của Arctic Monkeys)
AM là album phòng thu thứ năm của ban nhạc indie rock Anh Arctic Monkeys. Nó được sản xuất bởi James Ford, đồng sản xuất bởi Ross Orton tại Sage và ghi âm ở Los Angeles và Rancho De La Luna tại Joshua Tree, California, và phát hành vào tháng 9 năm 2013 thông qua Domino. Các đĩa đơn được trích từ album là: "R U Mine?", "Do I Wanna Know?", "Why'd You Only Call Me When You're High?", "One for the Road", "Arabella" và "Snap Out of It".
Album đã nhận được khen ngợi từ các nhà phê bình âm nhạc và nằm trong nhiều danh sách các album hay nhất của năm 2013. Nó được đề cử cho 2013 giải Mercury cho album hay nhất, là album hay nhất nhất của năm của tạp chí NME, và nằm ở vị trí thứ 449 trên danh sách 500 album vĩ đại nhất mọi thời đại của NME. Về thương mại, đây là mộ trong những album thành công nhất của Arctic Monkeys từ trước tới nay: đứng đầu bảng xếp hạng ở nhiều quốc gia, và lọt vào top 10 nhiều nước khác. Ở Vương quốc Anh, Arctic Monkeys đã phá vỡ một kỷ lục với AM, trở thành ban nhạc indie đầu tiên đứng đầu bảng xếp hạng với năm album đầu.

## Danh sách bài hát
Tất cả lời bài hát được viết bởi Alex Turner, trừ khi có ghi chú; tất cả nhạc phẩm được soạn bởi Arctic Monkeys.
| STT              | Nhan đề                                    | Sáng tác                   | Thời lượng |
| ---------------- | ------------------------------------------ | -------------------------- | ---------- |
| 1.               | "Do I Wanna Know?"                         |                            | 4:32       |
| 2.               | "R U Mine?"                                |                            | 3:20       |
| 3.               | "One for the Road"                         |                            | 3:26       |
| 4.               | "Arabella"                                 |                            | 3:27       |
| 5.               | "I Want It All"                            |                            | 3:04       |
| 6.               | "No. 1 Party Anthem"                       |                            | 4:03       |
| 7.               | "Mad Sounds"                               | Turner, Alan Smyth         | 3:35       |
| 8.               | "Fireside"                                 |                            | 3:01       |
| 9.               | "Why'd You Only Call Me When You're High?" |                            | 2:42       |
| 10.              | "Snap Out of It"                           |                            | 3:12       |
| 11.              | "Knee Socks"                               |                            | 4:17       |
| 12.              | "I Wanna Be Yours"                         | Turner, John Cooper Clarke | 3:04       |
| Tổng thời lượng: | Tổng thời lượng:                           | Tổng thời lượng:           | 41:43      |

| Polish and Japanese bonus track | Polish and Japanese bonus track                              | Polish and Japanese bonus track |
| STT                             | Nhan đề                                                      | Thời lượng                      |
| ------------------------------- | ------------------------------------------------------------ | ------------------------------- |
| 13.                             | "2013" (Hidden track, starts after approx. 1-minute silence) | 2:28                            |
| Tổng thời lượng:                | Tổng thời lượng:                                             | 45:18                           |

| iTunes live EP bonus tracks | iTunes live EP bonus tracks                        | iTunes live EP bonus tracks |
| STT                         | Nhan đề                                            | Thời lượng                  |
| --------------------------- | -------------------------------------------------- | --------------------------- |
| 13.                         | "Do I Wanna Know?" (Live from the iTunes Festival) | 4:27                        |
| 14.                         | "Fireside" (Live from the iTunes Festival)         | 2:59                        |
| 15.                         | "Arabella" (Live from the iTunes Festival)         | 3:27                        |
| 16.                         | "One for the Road" (Live from the iTunes Festival) | 3:28                        |
| 17.                         | "R U Mine?" (Live from the iTunes Festival)        | 3:23                        |

### Deluxe LP edition – exclusive 7" vinyl
| Side A | Side A  | Side A     |
| STT    | Nhan đề | Thời lượng |
| ------ | ------- | ---------- |
| 1.     | "2013"  | 2:26       |

| Side B | Side B                                    | Side B     |
| STT    | Nhan đề                                   | Thời lượng |
| ------ | ----------------------------------------- | ---------- |
| 1.     | "Stop the World I Wanna Get Off with You" | 3:11       |

## Tiếp nhận đánh giá
| Đánh giá chuyên môn  | Đánh giá chuyên môn |
| Điểm trung bình      | Điểm trung bình     |
| Nguồn                | Đánh giá            |
| -------------------- | ------------------- |
| Metacritic           | 81/100              |
| Nguồn đánh giá       |                     |
| Nguồn                | Đánh giá            |
| Allmusic             | [ 15 ]              |
| Clash                | 8/10                |
| Entertainment Weekly | A–                  |
| The Guardian         | [ 18 ]              |
| Mojo                 | [ 19 ]              |
| NME                  | 10/10               |
| Pitchfork Media      | 8.0/10              |
| Rolling Stone        | [ 22 ]              |
| Slant Magazine       | [ 23 ]              |
| Spin                 | 7/10                |

AM được các nhà phê bình âm nhạc tán dương. Tại Metacritic, trên thang điểm 100, album nhận được điểm trung bình 81, dựa trên 36 bài đánh giá. Time Out nói về album: "Một trong những ban nhạc vĩ đại nhất nước Anh càng thêm vĩ đại theo một cách không mong đợi nhưng hoàn toàn được hoan nghênh. Mọi người, tôi khuyên bạn: đặt FHM xuống và cầm AM lên." NME cho album 10/10, viết rằng AM là "album vĩ đại nhất sự nghiệp của họ." Ryan Dombal của Pitchfork gọi AM "hoang tưởng và ám ảnh."

### Danh hiệu
| Công bố              | Vị trí | Danh sách                         |
| -------------------- | ------ | --------------------------------- |
| Consequence of Sound | 45     | Top 50 Albums of 2013             |
| Digital Spy          | 5      | Top Albums of 2013                |
| Gazeta Wyborcza      | 2      | 10 Best Foreign Albums of 2013    |
| Mojo                 | 4      | MOJO's Top 50 Albums of 2013      |
| musicOMH             | 5      | musicOMH's Top 100 Albums of 2013 |
| NME                  | 1      | NME's 50 Best Albums of 2013      |
| PopMatters           | 28     | The 75 Best Albums of 2013        |
| Q                    | 1      | Q's 50 Albums of the Year         |
| Rolling Stone        | 9      | 50 Best Albums of 2013            |
| Slant Magazine       | 16     | The 25 Best Albums of 2013        |
| Time Out             | 2      | 50 Best Albums of 2013            |
| Uncut                | 9      | Uncut's Top 50 Albums of 2013     |

## Thành tích thương mại
Ngày 15 Tháng Chín năm 2013, album xếp số một trên bảng xếp hạng UK Albums, bán được 157.329 bản. Với sự ra mắt của AM trên bảng xếp hạng, Arctic Monkeys cũng đã phá vỡ kỷ lục, trở thành ban nhạc indie đầu tiên ra mắt tại số một ở Anh với năm album đầu tiên. Sau khi ban nhạc giành chiến thắng tại lễ trao giải BRIT 2014, album xếp ở vị trí thứ hai trên bảng xếp hạng, chỉ sau Bad Blood của Bastille.
AM còn đạt vị trí số một tại Úc, Bỉ (Flanders), Croatia, Đan Mạch, Ireland, Hà Lan, New Zealand và Bồ Đào Nha, và lên đến top 10 ở một số quốc gia khác. Tại Hoa Kỳ, album đã bán được 42.000 bản trong tuần đầu tiên, và đứng vị trí số sáu trên bảng xếp hạng Billboard 200, trở thành album xếp hạng cao nhất của ban nhạc tại Hoa Kỳ. Tháng 10, 2014, AM được chứng nhận vàng bởi RIAA, và bán được hơn 500,000 bản tại đây.

## Bảng xếp hạng và chứng nhận
| BXH (2013)                               | Vị trí cao nhất |
| ---------------------------------------- | --------------- |
| Album Úc (ARIA)                          | 1               |
| Album Áo (Ö3 Austria)                    | 2               |
| Album Bỉ (Ultratop Vlaanderen)           | 1               |
| Album Bỉ (Ultratop Wallonie)             | 4               |
| Album Canada (Billboard)                 | 3               |
| Album Quốc tế Croatia (HDU)              | 1               |
| Album Đan Mạch (Hitlisten)               | 1               |
| Album Hà Lan (Album Top 100)             | 1               |
| Album Phần Lan (Suomen virallinen lista) | 8               |
| Album Pháp (SNEP)                        | 4               |
| Album Đức (Offizielle Top 100)           | 3               |
| Album Hy Lạp (IFPI)                      | 4               |
| Album Ireland (IRMA)                     | 1               |
| Irish Independent Albums (IRMA)          | 1               |
| Album Ý (FIMI)                           | 4               |
| Japanese Albums (Oricon)                 | 10              |
| Album New Zealand (RMNZ)                 | 1               |
| Album Na Uy (VG-lista)                   | 5               |
| Album Ba Lan (ZPAV)                      | 3               |
| Album Bồ Đào Nha (AFP)                   | 1               |
| Album Tây Ban Nha (PROMUSICAE)           | 3               |
| Album Thụy Điển (Sverigetopplistan)      | 15              |
| Album Thụy Sĩ (Schweizer Hitparade)      | 2               |
| Album Anh Quốc (OCC)                     | 1               |
| Album Anh Quốc Independent (OCC)         | 1               |
| Album Hoa Kỳ Billboard 200               | 6               |
| Album Hoa Kỳ Independent (Billboard)     | 1               |
| Album Hoa Kỳ Top Alternative (Billboard) | 1               |
| Album Hoa Kỳ Top Rock (Billboard)        | 1               |
| Album Hoa Kỳ Top Tastemaker (Billboard)  | 1               |

| Bảng xếp hạng (2013)                   | Vị trí |
| -------------------------------------- | ------ |
| Irish Albums Chart (IRMA)              | 15     |
| US Billboard Alternative Albums        | 39     |
| US Billboard Independent Albums        | 25     |
| US Billboard Top Rock Albums           | 64     |
| Bảng xếp hạng (2014)                   | Vị trí |
| Australian Albums (ARIA)               | 20     |
| Belgian Albums (Ultratop Flanders)     | 14     |
| Belgian Albums (Ultratop Wallonia)     | 84     |
| Dutch Albums Chart (MegaCharts)        | 86     |
| New Zealand Albums (Recorded Music NZ) | 11     |
| UK Albums Chart (OCC)                  | 18     |
| US Billboard Alternative Albums        | 4      |
| US Billboard 200                       | 37     |
| US Billboard Independent Albums        | 3      |
| US Billboard Top Rock Albums           | 5      |

| Quốc gia                                                                           | Chứng nhận  | Số đơn vị/doanh số chứng nhận |
| ---------------------------------------------------------------------------------- | ----------- | ----------------------------- |
| Úc (ARIA)                                                                          | Bạch kim    | 70.000^                       |
| Bỉ (BEA)                                                                           | Vàng        | 15.000*                       |
| Ireland (IRMA)                                                                     | Bạch kim    | 15.000^                       |
| México (AMPROFON)                                                                  | Vàng        | 30.000^                       |
| New Zealand (RMNZ)                                                                 | Bạch kim    | 15.000^                       |
| Bồ Đào Nha (AFP)                                                                   | Vàng        | 7.500^                        |
| Anh Quốc (BPI)                                                                     | 2× Bạch kim | 600.000^                      |
| Hoa Kỳ (RIAA)                                                                      | Vàng        | 500.000^                      |
| * Chứng nhận dựa theo doanh số tiêu thụ. ^ Chứng nhận dựa theo doanh số nhập hàng. |             |                               |

## Lịch sử phát hành
| Nước           | Ngày                     | Nhãn                  | Định dạng                           |
| -------------- | ------------------------ | --------------------- | ----------------------------------- |
| Australia      | ngày 6 tháng 9 năm 2013  | Domino                | CD, digital download                |
| France         | ngày 9 tháng 9 năm 2013  | Domino                | CD, LP, Deluxe LP, digital download |
| Germany        | ngày 9 tháng 9 năm 2013  | Domino                | CD, LP, Deluxe LP, digital download |
| United Kingdom | ngày 9 tháng 9 năm 2013  | Domino                | CD, LP, Deluxe LP, digital download |
| Ba Lan         | ngày 10 tháng 9 năm 2013 | Universal Music Group | CD, LP, digital download            |
| United States  | ngày 10 tháng 9 năm 2013 | Domino                | CD, LP, Deluxe LP, digital download |